# Sitó-rjú karate
A sitó-rjú (糸東流, angol átírásban: Shitō-ryū) a karate küzdősport egy stílusa, a tradicionális karatestílusok egyike.

## Leírás
A sitó-rjú tartalmazza a legtöbb katát a karatestílusok közül (közel 60-at). Ezek fele a sótókanos katákhoz, másik fele a gódzsú-rjú katáihoz hasonlít. A Sitó-rjú ötvözi a kemény és lágy technikákat, jellemzően mély súlyponttal dolgozik.

## Története
Alapítója Mabuni Kenva (摩文仁　賢和), aki két mestertől is tanult, Itoszu Ankótól (糸洲　安恒) és Higaonna Kanrjótól (東恩納　寛量). Egyesítette a dinamikus, gyors, hosszú mozgássorozatot és a stabil, körkörös, rövid, erős mozgásrendszert, ezzel lefektetve a stílus alapjait. Mabuni a sitó-rjú megnevezést két mestere iránti tiszteletből nevük kezdőbetűjéből alakította ki. Az elnevezés miatt többen támadták Mabunit, mivel komolytalannak találták a rövidítéseket. Mabuni viszont meg volt győződve arról, hogy jó az, ha az emberek személyhez tudják kötni az irányzatot.
Mabuni híres tanítványai közé tartozott Hajasi Teruo (林　輝男), aki a szensin-kai vezetője lett Kuniba halála után. Később létrehozta saját stílusát, a hajasi-ha sitó-rjút.

## Külső hivatkozások
- http://www.shitoryu.hu/
- https://shitokai.hu/
- http://www.sportingbudo.hu/
- http://www.shuhari.hu/
- http://www.shito-ryu.hu/
- http://www.karate.hu/ Archiválva 2007. április 10-i dátummal a Wayback Machine-ben
- http://www.vorosrokak.hu/